# 创伤式授精

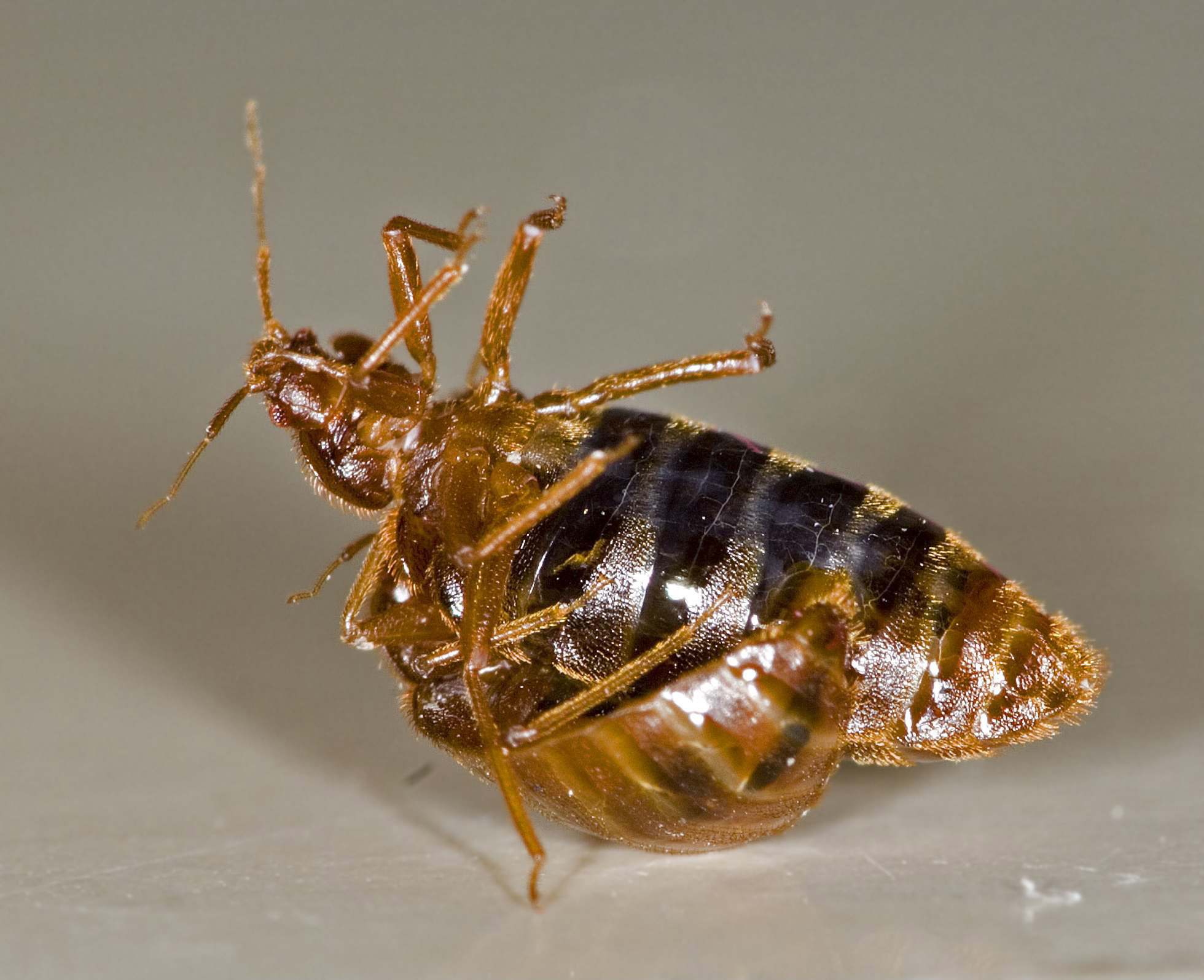
一只雄性温带臭虫正对一只雌性温带臭虫（上）进行创伤式授精。雌性的腹部保护层的受精区附近明显破裂

创伤式授精（Traumatic insemination）是部分无脊椎动物的交配方式，即雄性用交接器刺入雌性的腹部，将精子注入腹腔（血腔）中。精子通过雌性的血淋巴散播到卵巢中，使其怀孕。雌性愈合前身体会变得削弱、易于感染，健康受到损害。由于向血腔注入了精子和精液，其亦会产生免疫反应。
臭虫科昆虫都使用此种授精方式，并为此演化出了受精储精器。有人提出，受精储精器可以减小创伤式授精对雌性的直接伤害。然而，统计学实验没有发现证实此假说的确凿证据；防菌是更合理的解释。
许多无脊椎动物物种都趋同演化出创伤式授精的方式，对温带臭虫（Cimex lectularius）的研究是最全面的。创伤式授精并不只限于同种动物的异性间，也可在异种和同性的动物间观察到进行此种交配。

## 机制

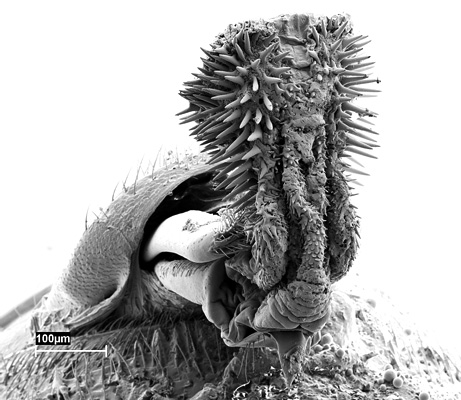
鹰嘴豆象豆象䖬的交接器。此昆虫的部分物种演化出了尖刺状的交接器，会破坏雌性的生殖系统。这使雌性演化出了多种反抗技术。

在包括人类的复杂生命系统中，血液和淋巴是分别在循环系统和淋巴系統中循环的，被毛細管、静脉、动脉和淋巴結隔开。这称为闭式循环系统。而昆虫拥有开式循环系统，其血液和淋巴的循环没有被隔开，它们合在一起以血淋巴的形式循环，器官也沐浴在其中，获得氧气和营养。
在创伤式授精后，精子会随着血淋巴流入雌性的卵巢，令其怀孕。不同的生物的具体机制有所不同。射精前，部分昆虫的雄性会把自己的生殖器（半侧体）刺进雌性的生殖道顶端，将雌性的交配囊壁刺穿；其他昆虫的雄性会把雌性的外体壁刺穿。如果精子的到达卵巢并使卵子受精就算成功。
不同物种的雌性对创伤式授精的反应也不同。包括臭虫在内的物种会接受，而有些会抵抗并且试图逃脱。因为有证据表明，昆虫没有痛觉，所以这种抗拒应该不是出于疼痛。
研究表明，雌性多数后代的父亲是最后一个进行创伤式授精的雄性。

## 演化适应

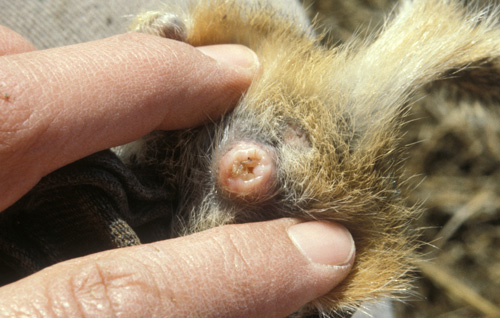
一只雌性地松鼠（Spermophilus richardsonii）的交配塞。

有多个可创伤式授精的演化論解释。一种是，创伤式授精是对生育塞的适应性变化。很多物种使用生育塞的繁殖机制，雄性在交配后，会用粘液封上雌性的生殖道。创伤式授精允许后来的雄性绕过雌性封上的生殖道，直接向循环系统注射精子。也有人认为，创伤式授精可令雄性避开求偶时雌性的抗拒，缩短求偶时间，允许雄性在短时间内授精给多个雌性。也有可能是因为，创伤式的精子离卵巢更近，在精子竞争中取得胜利。
这种奇特的授精机制，可能是雄性臭虫在为把精子与放得离卵巢更近的竞争演化形成的。一些昆虫的雄性演化出了更长的交接器，进入阴道时可越过雌性的储精袋，使精子更接近卵巢。少部分雄性，比如昆虫，则殊途同归地演化出了创伤式授精的方式，最终，这种奇特的步骤成为了这类昆虫的标准生殖方式。
最近发现，植食蝽属盲蝽科（Coridromius）下的物种也采用创伤式授精。此种臭虫中，雄性的插入器由阳茎和左半侧体结合构成；雌性插入区的副生殖器产生变性，形成凹槽和凹入的交配管，以引导雄性半侧体。盲蝽科也演化出创伤式授精，显示第三种蝽此类交配方式的独立出现。
事實上，Coridromiini族的物種都採取這種交配的方式。

## 健康影响
尽管创伤式授精对雄性生殖有利，但令雌性付出了代价：减短的寿命和降低的繁殖产出。代价具体有：
- 伤口需要恢复；
- 失血；
- 伤口感染的机会增加；
- 对直接注入血液的精液或附属腺液体的排斥。[1]

雄性臭虫的交接器携带有5种对人类致病的微生物，雌性臭虫的外骨骼上有9种，其中包括产黄青霉菌、腐生葡萄球菌、嗜麦芽寡养单胞菌、地衣芽孢杆菌和藤黄微球菌。血平板测试表明，部分病原菌可在其体内存活，这可能是此种授精方式会使臭虫短命的原因。
为了愈合伤口，雌性需要耗费更多能量，那么进行其他活动的能量就减少了。伤口如果带来感染，寿命也会缩短。注射到血淋巴的精子和精液成为雌性的抗原，引起免疫反应。
实验室中，密集饲养的臭虫易于从雌性开始灭绝。这是因为，此种情况下，交配过于频繁，对雌性的健康十分不利，于是25%的雌性在完整受精前就已死亡。

## 臭虫的演化适应

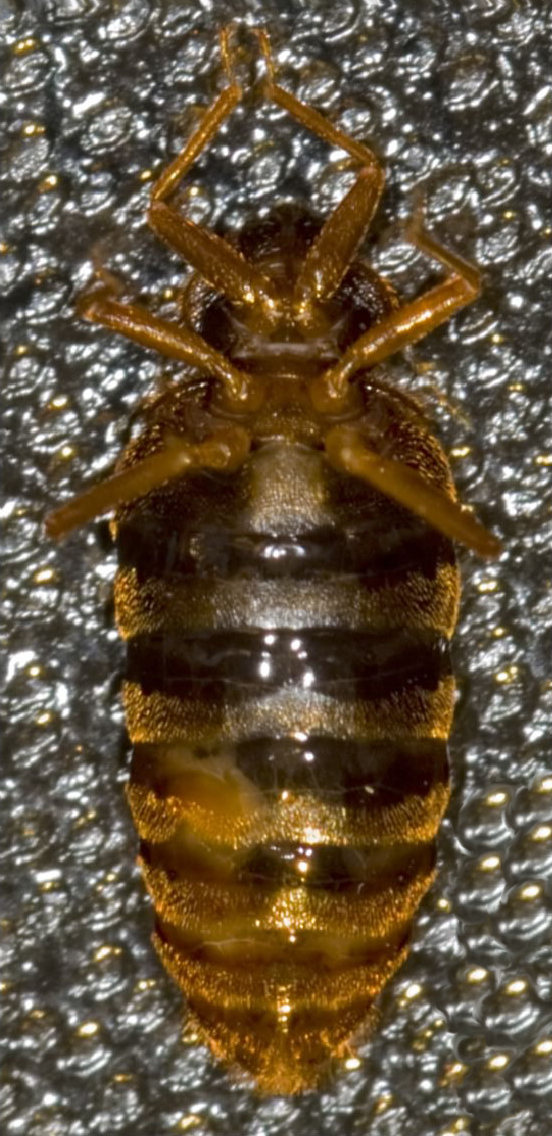
创伤式授精过的雌性臭虫

创伤式授精产生对雌性有害的影响，于是她们在刺穿的地方演化出了一对专门的繁殖器官（paragenitalia），称为外部储精器和中间储精器（合称为受精储精器），里面的精子可以迁移到卵巢中。所有的臭虫都通过上述方式生殖。虽然生殖道依旧完整，但只用于产下受精卵。
外部储精器位于腹部，是一个胀起的部分，通常是折起的，里面是血细胞。多种臭虫的外部储精器都是可见的，雄性会用半侧体对准它。没有可见外部储精器的物种中，雄性会在体表的大范围上钉入。
在此方面，雄性“服从”雌性支配的具体原因还不清楚，尤其当考虑到P. cavernis似乎可以在外部储精器之外刺入。一种可能是，在外部储精器之外刺入会降低雌性的繁殖力，这样她为雄性生下的后代也会减少。外部储精器是对雌雄都有利的交配向导，让雄性钉入雌性腹部的有限区域。
中间储精器位于外部储精器里面，是一个囊泡，精子会注入其中。在部分物种的中间储精器会直接连接到卵巢，这样精子和精液就不会进入血淋巴，也就不会引起免疫反应了。（不同种族的臭虫的储精器有所不同。）通常，只有雌性才有储精器，而Afrocimex属的雄性也拥有外部储精器。储精器里的精子大约会保留4小时；2天后会全部消失。
雄性臭虫的交接器上演化出了化学感受器，刺中一个雌性后，他可以“尝出”那个雌性受否刚刚交配过，他会与刚刚交配过的雌性交配更短的时间，注入的液体也更少。

## 动物界的使用
创伤式授精是異翅亞目（如臭虫）最广泛采用的授精方式，也在其他无脊椎动物类群中使用。其中包括：
- 蛲虫（线虫） —— 在蛲虫的属Auchenacantha、Citellina、Passalurus中发现创伤式授精，此外還可能包括及Austroxyris。[1][20][21]
- 棘头动物门（寄生，棘头虫） —— Pomphorhynchus bulbocolli两侧交配栓的存在说明，这些动物存在创伤式授精的方式。由于这些寄生虫钉在宿主肠后就无法动弹，可能由于行动的不便而演化出这种授精方式。[1][22]
- 轮形动物门（轮虫） —— 臂尾轮属中，雄性会把合胞体壁（相当于皮肤）刺入并注入精子；雄性卜氏晶囊轮虫会分泌一种酶，将雌性体壁破出一个洞，注入精子。[23][24]
- 涡虫纲（自由生活的扁虫） —— 雌雄間性的扁虫会通过“交接器击剑”进行交配，试图使自己的交接器插入皮肤，注入精子。“输”的一方被授精，且进行繁殖，它们的代价是由于繁殖造成的能量损失。对扁虫Pseudoceros bifurcus的一项研究发现：大部分的受精都是单系的，即使再次被交接器插入，其交配时间也会小于第一个。[25][26]
- 腹足类动物：蜗牛[1]
- 捻翅目（捻翅寄生虫） —— Xenos vesparum既可通过非生殖道管道，也可通过血腔射入精子实现受精。[27]
- Drosophila （果蝇）—— 精液会通过体壁注入生殖道，而不是腹部。[28]
- 後鰓目 （海蛞蝓） —— 少量多次向雌性背表面注入精子，实现标准的生殖器授精，但会被同步循环运动干扰。[29]
- Harpactea（蜘蛛） – 蜘蛛Harpactea sadistica的雄性会将交接器插入雌性身体的凹槽处，直接向子宫注射精子。[30]

## 同性间的创伤式授精
创伤式授精不只适用于雌雄夫妻。在花蝽Xylocoris maculipennis种和臭虫Afrocimex属的昆虫中，也观察到了雄性间进行创伤式授精的现象。
Afrocimex属的雌雄昆虫都发展出了外部储精器（只有雌性有中间储精器），但有所不同。卡拉永在1966年发现，雄性Afrocimex臭虫确实有同性创伤式授精行为。他发现，雄性外部储精器显示了交配痕迹，外来精子在身体中散布，但没有在生殖器内或周围找到，因此不可能是在与雌性创伤式授精时进入的，而是发生了同性交配。同性创伤式授精的成本与收益仍然未知。
谢菲尔德大学的克劳斯·莱因哈特等人观察到了拥有不同形态受精储精器的两种Afrocimex constrictus。这种昆虫中，雄性和雌性都被进行创伤式授精。他们发现，雌性通过模仿成雄性，降低被创伤式授精的频率。拥有雄性型受精储精器的雌性比雌性型的被进行创伤式授精的频率要小。
Xylocoris maculipennis的雄性（受）在被其他雄性（攻）创伤式授精后，攻的精子会移动到受的睾丸中。（受会消化大部分的精子和精液，相当于享受了一顿营养丰富的美餐。）虽然没有证据，但是有人猜测，受给雌性授精时，也会注入攻的精子。

## 不同物种间的创伤式授精
不同物种间的创伤式受有时会引起致命的免疫反应。被雄性热带臭虫射精的温带臭虫会在刺透部位肿大，寿命也会缩短。有些情况下，免疫反应会很强，甚至致命。在被雄性Hesperocimex cochimiensis创伤式授精后，雌性Hesperocimex sonorensis先会膨胀，之后变黑，24至48小时内便会死亡。

## 类似的交配方式
动物界中，创伤式授精并不是强迫性交的唯一方式。
研究显示，龙虱的Acilius属的雌雄间没有求爱系统，而拥有一个“强奸”系统。雌性不会默默接受强奸，演化出了反抗武器。雄性会将雌性闷在水里直至精疲力竭，最长6小时（为防止其与其他雄性交配），其中只偶尔允许其到水面呼吸一下。为防被雄性抓住，雌性的身体演化出了多种形状。雌性为赶走雄性，疯狂在水中游泳就是他们的“前戏”。
在一些种类的鸭子中，也可观测到多种“强奸行为”。蓝翅鸭中，成对的雄性会在繁殖期的任何时间进行强奸。对成对的雄性的益处包括，成功繁殖、从领地中赶走入侵者。
寬吻海豚屬的单身兽群会聚集在一头雌性旁边，强迫其进行性交。如果不从，就发出言语或身体威胁。
昆虫中，雄性水黽如果无法刺入生殖盾，就会吸引天敌到雌性周围，直至交配。